# 槐柳二
槐 柳二（さいかち りゅうじ、1928年〈昭和3年〉3月27日 - 2017年〈平成29年〉9月29日）は、日本の俳優、声優。東京府（当時）出身。最終所属はテアトル・エコー。

## 来歴
早稲田大学を卒業後、演出劇場、劇団演出座、劇団3の会、演劇集団未踏を経て劇団テアトル・エコーに所属。
初舞台は神谷量平作の『歴程』。
かつてはテアトル・エコー附属養成所の所長も務めており、コント赤信号、中村有志、野沢直子、ダチョウ倶楽部の上島竜兵と寺門ジモンを育てた。
晩年は朗読を中心に活動しており、声優業はほとんど行っていなかった。
2017年9月29日、うっ血性心不全のため、東京都内の病院で死去。89歳没。

## 人物
方言は東北弁。
吹き替え草創期より活躍し、若手時代から持ち前のしわがれ声を活かした老人役を得意としており、ずっと老人役を引き受けていたために「ご先祖様」と呼ばれていた。

## エピソード
独特の声質となった理由について、槐自身は戦時中に身体を悪くしたことや軍事教練で声を荒らげたことなどが原因であったのだろうとしている。
『仮面ライダーアマゾン』で声を演じたモグラ獣人は、槐にとっても思い出深い役と述べている。同役で初めてファンレターをもらったという。鳴き声については録音担当の大田克己が「モグラってのはネズミに似てるから、チューチューって入れて」と言われたので、それに応じたと語っている。

## 後任
槐の死後、役を引き継いだ人物は以下の通り。
| 後任     | 役名         | 概要作品                     | 後任の初担当作品                                               |
| -------- | ------------ | ---------------------------- | -------------------------------------------------------------- |
| 佐藤正治 | ドクターH    | 『チキチキマシン猛レース』   | 『チキチキマシン猛レース』3DO                                  |
| 伊井篤史 | ウォルドーフ | 「マペットシリーズ」         | 『スタジオDC:オールスター・ライブ』                            |
| 鈴村健一 | ガラガランダ | 「仮面ライダーシリーズ」     | 『劇場版 仮面ライダーディケイド オールライダー対大ショッカー』 |
| 平井啓二 | 村長         | 「ドラゴンボールシリーズ」   | 『ドラゴンボール 天下一大冒険』                                |
| 高木渉   | くしゃみ     | 『白雪姫』                   | 『ディズニー・クリスマス・ストーリーズ』                       |
| 駒谷昌男 | ラフィキ     | 「ライオン・キングシリーズ」 | 『ライオン・ガード』                                           |

## 出演作品
太字はメインキャラクター。

### テレビドラマ
- ここに人あり
- 雑草の歌「まむし」
- この光は消えず「からくり儀右衛門」（1960年11月24日、NHK）（八蔵）
- 大河ドラマ 源義経（百姓）
- 無用ノ介 第7話「無用ノ介世直し不動にあう」（1969年、NTV）
- プレイガール 第33話「ギャング子守唄」（1969年、12CH）（バーテン）
- パパと呼ばないで（1972年、NTV）
- 伝七捕物帳（1974年、NTV）
- 太陽にほえろ! 第158回「顔」（1975年7月25日、NTV）
- 火曜サスペンス劇場「人喰い」（1985年5月7日、NTV）

### テレビアニメ
1966年
- 新ジャングル大帝 進めレオ!
- 魔法使いサリー
- 遊星仮面（イモシ博士）

1967年
- 黄金バット（ナゾーの部下）

1968年
- 怪物くん
- ゲゲゲの鬼太郎（第1作）
- サイボーグ009

1969年
- 海底少年マリン（道化師、ドクター）
- ハクション大魔王
- ひみつのアッコちゃん（第1作）（1969年 - 1970年、笑楽、駐在、岩本先生、今野、源さん 他）

1970年
- あしたのジョー（1970年 - 1971年）
- 昆虫物語 みなしごハッチ（オサムシ爺さん）
- タイガーマスク（ミスター・クエスチョン）
- 魔法のマコちゃん（双子の父）

1971年
- 原始少年リュウ（1971年 - 1972年）
- 新オバケのQ太郎
- 天才バカボン（1971年 - 1972年、レレレのおじさん）

1972年
- 赤胴鈴之助
- 科学忍者隊ガッチャマン
- 樫の木モック（カラス、ロバ、アフリー）
- ゲゲゲの鬼太郎（第2作）
- ど根性ガエル（1972年 - 1973年）
- 魔法使いチャッピー（荒井洗吉）
- ムーミン（フレドリクソン、ご先祖様、監督）

1973年
- ジャングル黒べえ
- ドラえもん（日本テレビ版）
- ワンサくん（ボウシ爺さん）

1975年
- アラビアンナイト シンドバットの冒険（王様）
- 元祖天才バカボン（1975年 - 1977年、レレレのおじさん）
- 草原の少女ローラ（フィッチ）
- タイムボカン（1975年 - 1976年、木江田博士、雄オウム）
- みつばちマーヤの冒険（ヘンリー先生）
- わんぱく大昔クムクム（クロペディア）

1976年
- 母をたずねて三千里（ヤコボ）

1977年
- あらいぐまラスカル（ヘンリック）
- 一発貫太くん（トンボじいさん）
- ポールのミラクル大作戦（ジャボスキー）
- ヤッターマン（老人、おじいさん）

1978年
- 家なき子
- 銀河鉄道999（親父）
- 女王陛下のプティアンジェ（クロード）
- 星の王子さま プチ・プランス（おじいさん）
- ルパン三世 (TV第2シリーズ)（1978年 - 1980年）

1979年
- 赤毛のアン（マシュウ・カスバート）
- トンデモネズミ大活躍（マイヤーじいさん）

1980年
- 釣りキチ三平（十五段）
- 鉄腕アトム (アニメ第2作)（矢似）
- ドラえもん（テレビ朝日版第1期）（博士）
- とんでも戦士ムテキング（ゴサク）
- ニルスのふしぎな旅（1980年 - 1981年、妖精、シーザ）
- マリンスノーの伝説（島岡謙造）
- 名犬ジョリィ（コルテス）
- 森の陽気な小人たちベルフィーとリルビット（ロンジー長老）

1981年
- 怪物くん（ドラキュラじいさん、爺や、ドラゴンじいさん）
- 家族ロビンソン漂流記 ふしぎな島のフローネ（船医）
- ハロー!サンディベル
- フーセンのドラ太郎（忠造）
- ヤットデタマン（ドクタースペシャル）

1982年
- 逆転イッパツマン（アルム、古井）
- 白い牙 ホワイトファング物語（老人）
- 南の虹のルーシー（ロング）

1983年
- スペースコブラ

1984年
- OKAWARI-BOY スターザンS（ノビテン・セノビ）
- キャッツ♥アイ（1984年 - 1985年、大財閥の創設者ジャック・ニコルソン 他） - 2シリーズ
- 星銃士ビスマルク（トーマス）
- 装甲騎兵ボトムズ（メジ）
- 北斗の拳（1984年 - 1986年、スミス老人、リュウケン）

1985年
- ゲゲゲの鬼太郎（第3作）（1985年 - 1987年、夜叉、あまめはぎ、土ころび、悪魔ブエル、海和尚）
- 小公女セーラ（ワイルド医師）
- ルパン三世 PARTIII

1986年
- 三国志II 天翔ける英雄たち（華佗）
- ドラゴンボール（村長）
- Bugってハニー（1986年 - 1987年、オタッシャ 他）
- めぞん一刻（1986年 - 1987年、音無老人）
- ロボタン

1987年
- 愛の若草物語（ヘンリー・マードック）
- グリム名作劇場（森のじいさん）

1988年
- トッポ・ジージョ（スクルージ）
- ビックリマン（超法師）

1989年
- 悪魔くん（1989年 - 1990年、月人、漢鍾離老人）
- 昆虫物語 みなしごハッチ（1989年 - 1990年、オサムシ爺さん、老臣(A)）
- ジャングルブック・少年モーグリ（ファーガス）
- ドラゴンクエスト（村長〈声〉）
- らんま1/2 熱闘編（カエル仙人、祖父）

1992年
- スーパービックリマン（亀卜師とん甲）

1993年
- 風の中の少女 金髪のジェニー（ベン）
- ドラゴンボールZ（大界王）
- ヤダモン（ウィリアム、監督ロボット）
- 幽☆遊☆白書（Dr.イチガキ）
- 若草物語 ナンとジョー先生（サイラス）

1994年
- コボちゃん（蕗田 他）

1995年
- アニメ世界の童話（森の老人）

1997年
- 地獄先生ぬ〜べ〜（貧乏神）
- るろうに剣心 -明治剣客浪漫譚-（マルケス・村上）

1998年
- 男はつらいよ（御前様）
- 太陽の子エステバン（BS版）（アポ）
- 遊☆戯☆王（大門）

2000年
- サクラ大戦TV（岩井権太郎）

2001年
- ポケットモンスター（ゴン爺）

2002年
- 犬夜叉（大獄丸）
- 攻殻機動隊 STAND ALONE COMPLEX（神無月ワタル）

2003年
- アストロボーイ・鉄腕アトム（トネリコ）
- 宇宙のステルヴィア（ターナー博士）
- カスミン（潜水艦）
- WOLF'S RAIN（長老）

2004年
- 妄想代理人（謎の老人）
- MONSTER（デニス）

### 劇場アニメ
1979年
- 銀河鉄道999（酒場主人）

1980年
- 11ぴきのねこ（ヒゲ長じいさん）

1981年
- 怪物くん 怪物ランドへの招待（侍従A）

1982年
- 怪物くん デーモンの剣（侍従長）
- セロ弾きのゴーシュ（コンサートマスター）
- 象のいない動物園
- 対馬丸 —さようなら沖繩—（屋良校長）

1983年
- 幻魔大戦（ヨーギン）
- ユニコ 魔法の島へ（木馬）

1985年
- オーディーン 光子帆船スターライト（フロイ）
- 銀河鉄道の夜（雑貨屋の主人）
- ごんぎつね（加助）

1986年
- 天空の城ラピュタ（ハラ・モトロ〈老技師〉）
- 11ぴきのねことあほうどり（山猫）

1987年
- 王立宇宙軍 オネアミスの翼（ロンタ）
- プロゴルファー猿 甲賀秘境!影の忍法ゴルファー参上!（霧の大老）
- Bugってハニー メガロム少女舞4622（オタッシャ）

1988年
- めぞん一刻 完結編（音無老人）

1989年
- 悪魔くん（漢鐘離老人）

1991年
- 老人Z（老人A）

1993年
- Coo 遠い海から来たクー（アマク老人）
- 三国志 第二部・長江燃ゆ!（司馬徽）
- 3丁目のタマ おねがい!モモちゃんを捜して!!（ブラックフット）

1995年
- ドラゴンボールZ 復活のフュージョン!!悟空とベジータ（大界王）

1996年
- ドラゴンクエスト列伝 ロトの紋章（タオ導師）

2002年
- パルムの樹（サワダスト）

2003年
- 東京ゴッドファーザーズ（老人）

2010年
- 赤毛のアン グリーンゲーブルズへの道（マシュー・カスパート）

### OVA
1985年
- こちら葛飾区亀有公園前派出所（老人B）

1988年
- Crying フリーマン（大愛道）

1989年
- 極黒の翼バルキサス（仙導師）
- TAMA&FRIENDS 3丁目物語
- 左のオクロック!!（真紀の祖父）

1991年
- 人魚の森（椎名）

1995年
- 3×3 EYES 〜聖魔伝説〜（老僧）

1997年
- サクラ大戦 桜華絢爛（権爺）

1998年
- 銀河英雄伝説外伝 千億の星、千億の光（グリンメルスハウゼン）

1999年
- サクラ大戦 轟華絢爛（岩井権太郎）

### ゲーム
1991年
- コブラII 〜伝説の男（ライト博士）

1992年
- スナッチャー（ハリー・ベンソン）

1994年
- 風の伝説ザナドゥ（エナス、ナレーション）
- コズミック・ファンタジー4（ベラステン・デニファー）

1996年
- ポポロクロイス物語（パウロ）

1997年
- VIRUS（賢者）

1998年
- 仮面ライダー（蜘蛛男）※ライブラリ出演

2003年
- OVER THE MONOCHROME RAINBOW featuring SHOGO HAMADA（アワキン）
- 仮面ライダー 正義の系譜（蜘蛛男、セミミンガ、エイキング、ウツボガメス、ヒルゲリラ、イモリゲス、ハエトリバチ、ガラガランダ）
- ルパン三世 海に消えた秘宝（アレクシウ）

2004年
- 宇宙のステルヴィア（ターナー博士）

2005年
- キングダム ハーツII（ラフィキ）

2007年
- ファイナルファンタジーIV（ミシディアの長老）※ニンテンドーDS版

2010年
- キングダム ハーツ バース バイ スリープ（くしゃみ）

### ドラマCD
- Crashers Knight&Ran（榊原真之介）
- CDシアター ドラゴンクエスト（ラルス16世）
- FALCOM SPECIAL BOX '95 CDドラマ 風の伝説ザナドゥII（エナス）
- 魔神英雄伝ワタル3 虎王物語 虎王伝説 CDシネマ1 虎王闇嵐編（幻喝仙）

### 吹き替え

#### 俳優
ウォルター・ブレナン
- 赤い河（ナディン・グルート）
- 帰って来たテキサス野郎（ファース・クロケット）
- 機動部隊（ピート・リチャード少佐）
- 荒野の決闘（オールドマン）※NET版
- ジャングルの逃亡者（ジム・ハーパー）
- 遠い国（ベン・テイタム）※NET版、フジテレビ版
- 北西への道（マリナー）※NET版
- 誇り高き男（ジェイク）※フジテレビ版
- リオ・ブラボー（スタンピー）※NET版

エリシャ・クック・Jr
- グライド・イン・ブルー（ウィリー）
- 刑事スタスキー&ハッチ シーズン1 #10（ポリー）
- チャンプ（ジョージー）
- 特攻野郎Aチーム シーズン4 #4（ジム・ビーム）

#### 映画
- アイランド（ジャック〈レッグ・エヴァンス〉）※テレビ朝日版
- 明日に向って撃て!（パーシー・ギャリス〈ストローザー・マーティン〉）※LD版
- アラモ（ジョッコ・ロバートソン）※テレビ朝日版
- 暗黒の恐怖（ピート〈ホアン・ヴィラサナ〉）
- アンタッチャブル（判事）※フジテレビ版
- イウォーク・アドベンチャー（ディージ）※VHS版・テレビ版
- 怒りの河（メロー船長〈チャビー・ジョンソン〉）※フジテレビ版
- 怒りの荒野（ビル〈ホセ・カルヴォ〉）※NET版
- 生きる歓び（祖父〈カルロ・ピサカーネ〉）※TBS版
- イル・ポスティーノ（マリオの父）
- インフェルノ（図書館の老人）※テレビ東京版
- 宇宙の7人（フェスタス博士〈サム・ジャッフェ〉）
- Oh!大迷惑?!（ハリー〈ドン・アメチー〉）
- おかしなおかしなおかしな世界（スマイラー・グローガン〈ジミー・デュランテ〉）
- カサンドラ・クロス（キャプラン〈リー・ストラスバーグ〉）※LD版
- 機械じかけのピアノのための未完成の戯曲（イワン）※VHS版
- 北国の帝王（ホッガー〈マルコム・アタベリー〉）
- キャバレー（MC〈ジョエル・グレイ〉）
- キングコング2（ハンター）※劇場公開版
- クイック・チェンジ（警備員〈ボブ・エリオット〉）
- グッドモーニング, ベトナム（ウィルキー〈ウィルキー・クアイ〉、ノエル大尉）※VHS版
- 群盗荒野を裂く（エンリコ・サンチェス大尉）
- ゲッタウェイ（ラフリン〈ダブ・テイラー〉）※テレビ朝日旧録版
- 荒野の大活劇（医師）
- 荒野の用心棒（ピリエロ〈ヨゼフ・エッガー〉）※NET版
- コクーン2/遥かなる地球（ジョー・フィンレイ〈ヒューム・クローニン〉）※ソフト版
- 西部戦線異状なし（ジャーデン〈スリム・サマービル〉）※NET版
- ザ・ディープ（アダム〈イーライ・ウォラック〉）※テレビ朝日版
- サムソンとデリラ ※フジテレビ版
- 猿の惑星（議長〈ジェームズ・ホイットモア〉）※ソフト版
- 白い恐怖（アレクサンダー・ブルロフ博士〈マイケル・チェーホフ〉）※NET版
- スター・ウォーズ エピソード5/帝国の逆襲（ショーン・ヴァルデズ〈ジョー・ジョンストン〉）※劇場公開版
- 捜索者
- 大混乱（ウォーリー〈ロバート・プロスキー〉）
- 大西部への道（マクビー〈ハリー・ケリー・ジュニア〉）
- 007/消されたライセンス（Q〈デスモンド・リュウェリン〉）※VHS版
- 誰が為に鐘は鳴る（アンセルモ〈ウラディーミル・ソコロフ〉）※TBS版
- 誰が私を殺したか?（ヘンリー〈シリル・デルバンディ〉）
- 飛べ!フェニックス（スタンディッシュ〈ダン・デュリエ〉）※フジテレビ版
- ドラキュラ都へ行く（レンフィールド〈アート・ジョンソン〉）
- 鳥（貸しボート屋）※フジテレビ版
- トロン（ウォルター・ギブス博士 / デュモント〈バーナード・ヒューズ〉）※フジテレビ版
- 南部の唄（ブレア・ラビット）※日本テレビ版
- ネバーエンディング・ストーリー（エンギーウック〈シドニー・ブロムリー〉）※テレビ朝日版
- ネバーエンディング・ストーリー3（エンギーウック〈トニー・ロビンソン〉）※テレビ朝日版
- ノンストップ・ガール（シンコ〈アルフォンソ・アラウ〉）
- 灰とダイヤモンド（新聞記者〈スタニスワフ・ミルスキ〉）
- ハエ男の恐怖（ガストン〈トーベン・マイヤー〉）※NET版
- 裸足で散歩（配達員〈ジェームズ・F・ストーン〉）※テレビ朝日版
- ハリーの災難（グリーンボー医師〈ドワイト・マーフィールド〉）※テレビ朝日版
- バンドレロ（ポップ・チェイニー〈ウィル・ギア〉）
- 4Dマン/SF4次元のドラキュラ（エドガー・ステーリ）
- フォルウォスの黒楯（ヘンリー4世〈イアン・キース〉）
- フレンジー（スピアマン刑事〈マイケル・ベイツ〉）※NET版
- 北京の55日
- マペットシリーズ（ウォルドーフ）
  - マペットのクリスマス・キャロル（ロバート・マーレイ〈デーヴ・ゲルツ〉）
  - マペットの宝島
- ミスター・ノーボディ（ジョー）※テレビ朝日版
- メル・ブルックス/逆転人生（セイラー〈ハワード・モリス〉）
- モンキー・ビジネス（ガス）
- 奴らを高く吊るせ!（ジェンキンス〈ボブ・スティール〉）
- ヤング・アインシュタイン（チャールズ・ダーウィン）
- ヤング・シャーロック/ピラミッドの謎（イングル〈ウォルター・スパロー〉）※テレビ朝日版
- ヤング・フランケンシュタイン（フォルクシュタイン〈リチャード・ヘイデン〉）※テレビ朝日版
- レベッカ（ベン〈レオナルド・キャリー〉）※NET版
- ローマの休日（大使〈ハーコート・ウィリアムズ〉）※テレビ朝日版
- ロジャー・ラビット（トゥーン・ガンの銃弾たち、ヨセミテ・サム）
- ロッキーシリーズ（ミッキー・ゴールドミル〈バージェス・メレディス〉）※追加収録部分
  - ロッキー2
  - ロッキー3 ※TBS版
- ロンゲスト・ヤード（ポップ〈ジョン・スティードマン〉）※テレビ朝日版
- 我が道を往く（フィッツギボン神父〈バリー・フィッツジェラルド〉）※テレビ朝日版

#### ドラマ
- アンタッチャブル シーズン1 #14（新聞売り〈ハリー・ディーン・スタントン〉）
- V（エイブラハム・バーンステイン、ルドルフ・メッツ博士）※ソフト版
- ジェシカおばさんの事件簿 第4話（ドク）
- ジム・ヘンソンのストーリーテラー（マッカイ〈ウィリー・ロス〉）
- 主任警部モース オックスフォード運河の殺人（ローリー・オールドフィールド船長）
- 新アウターリミッツ（ハーラン・ホークス〈ウィリアム・ヒッキー〉）
- 0011ナポレオン・ソロ 第66話（ハイラム）
- SOAP ソープ シーズン1（バーニー・ガーバー〈ハロルド・グールド〉）
- 地上最強の美女たち!チャーリーズ・エンジェル シーズン1 #12（エメット・ウィンストン卿）、#21（ガウ）
- 特攻ギャリソンゴリラ　#15 (英軍曹長〈ウィリアム・グローバー〉)
- ナルニア国物語（コリアキン）
- フェアリーテール・シアター はだかの王様（モーティ〈アート・カーニー〉）※VHS版
- フラグルロック（アーキテクト）
- プリズナーNo.6（管理官）
- マペット・ショー（ストレンジポーク）
- 名探偵モンク3 第11話（老師）
- ヤングライダーズ シーズン1 #17（エイブ）
- ロックフォードの事件メモ（ジョゼフ・ロックフォード〈ノア・ビアリー・Jr〉）
- ロンサム・ダブ（ウォルト）

#### アニメ
- 王様と幸運の鳥（格言居士）※ビデオ版・LD版
- クマゴロー（スミス）
- スター・ウォーズ ドロイドの大冒険（パッチ・ガンダリアン）※VHS版
- 001/7親指トム
- タキシード・ペンギン（チャムリー）
- タンタンの長編アニメーション映画（ビーカー博士）※日活版
  - タンタンの冒険旅行 太陽の神殿
  - タンタンの冒険旅行 湖底のひみつ基地
- チキチキマシン猛レース（ドクターH）
- ディズニー作品
  - アラジンの大冒険
  - おしゃれキャット（ジョルジュ、ナポレオン）
  - オリビアちゃんの大冒険（ネズミ長老）
  - きつねと猟犬（ミスター・ディガー）
  - コルドロン（ドーリ）
  - 白雪姫（くしゃみ）
  - ダンボ（ジョー）※再公開版
  - チップとデールの大作戦（コスグローブ）※新吹き替え版
  - パパはグーフィー
  - ピーター・パン（海賊）※再公開版
  - ビアンカの大冒険（オービル）※劇場公開版
  - ライオン・キング（ラフィキ）
    - ライオン・キング2 シンバズ・プライド（ラフィキ）
    - ライオン・キング3 ハクナ・マタタ（ラフィキ）
    - ライオン・キングのティモンとプンバァ（ラフィキ）

  - リトル・マーメイド
  - ロビン・フッド（サー・ヒス）※劇場公開版
  - わんわん物語（ジョック）
    - わんわん物語II
- ポパイ（大陸書房版）（ウィンピー〈2代目〉）
- バッグス・バニー劇場（バーンヤード・ドッグ）
- 指輪物語（ゴラム）※劇場公開版

### 人形劇
- こどもにんぎょう劇場「セロひきのゴーシュ」（猫）
- サンダーバード（ブレッチャー、ジェレマイア・タットル）
- ひょっこりひょうたん島（リメイク版）（ムマモメム、従卒ケッサン）
- ミューミューニャーニャー（たまごさん）

### 特撮
1968年
- ウルトラセブン（宇宙帝王バド星人の声）
- 戦え! マイティジャック（第17話のナレーター）

1971年
- 仮面ライダー（蜘蛛男の声）
- チビラくん（メチャラの声）

1972年
- 仮面ライダー（セミミンガの声）
- 変身忍者 嵐
- ミラーマン（第28話のインベーダーの声）

1973年
- 仮面ライダーV3（カマクビガメの声）

1974年
- SFドラマ 猿の軍団（サバトの声）
- 仮面ライダーX（再生メドウサの声、再生サラマンドラの声）
- 五人ライダー対キングダーク（メドウサの声、ケルベロスの声）
- 仮面ライダーアマゾン（1974年 - 1975年、モグラ獣人の声）

1975年
- 仮面ライダーストロンガー（サソリ奇械人の声）
- 冒険ロックバット（ズク博士の声）

1976年
- アクマイザー3（ナマズーンの声）
- ザ・カゲスター（トンボギラーの声、カミキーラーの声）
- 超神ビビューン（カサカッパの声）

1977年
- 大鉄人17（アッカーマン博士の声）
- バトルホーク（ヒトライヤーの声）

1979年
- 仮面ライダー (スカイライダー)（ムカデンジンの声、サンショウジンの声）

1981年
- 仮面ライダースーパー1（カセットゴウモルの声、ジシャクゲンの声）

1985年
- 兄弟拳バイクロッサー（バトラーの声）

### CM
- 日本食研
- 天才バカボン（レレレのおじさんの声、1988年）
- 日本アジア航空（レレレのおじさんの声、1993年）

### 書籍
- 僕らを育てた声 槐柳二編（アンド・ナウの会）

### その他のコンテンツ
- 決定!これが日本のベスト ※「これが主役より好きなアニメキャラ30」でレレレのおじさん（11位）のコスプレで登場
- ディズニー・オン・アイス（くしゃみ、ラフィキ）
- ミューミューニャーニャー（たまごさん）
- 東京ディズニーリゾート
  - 東京ディズニーランド
    - カリブの海賊（海賊）※リニューアル前
    - カントリーベア・シアター（ジグ）※夏期版・冬季版
    - 白雪姫と七人のこびと（スニージー）
    - ピーターパン空の旅（ミスター・スミー）
    - フィール・ザ・マジック（ラフィキ）

  - 東京ディズニーシー
    - ロストリバーデルタ（ボート社の船売りラジオの声）
- 劇団飛行船
  - 「ピノッキオ」（ジェペットじいさん）
  - 「アラジンと魔法のランプ」（おじいさん）